# Фајронт у Гргетегу
Фајронт у Гргетегу је роман српског књижевника и новинара Данила Николића, објављен први пут 1998. године за издавачку кућу Нолит. Роман је добио НИН-ову награду.

## Радња
Роман почиње позивницом на прославу у част Марка Прлића Фаланге, утицајног радника КПЈ, и неког ко је био човек који се за све питао, који је многима помогао, а многе и уништио. Позив на окупљање у вили "Гргетег" у Старој Вароши се шаље некадашњим колегама и запосленима у Персоналној служби Министарства одбране, и главни јунаци романа су два пријатеља, сликар по имену Ненад, и организатор прославе Димитрије "Диж" Ичковић. Диж је надимак добио због погрешног изговора на часу француског језика, и он и Ненад су пријатељи од младости.
Роман је подељен на поглавља из Ненадовог угла, и из Дижових сећања и бележница.
Ненад је две године провео у затвору као народни непријатељ јер је нацртао карикатуру Тита, а један од ретких који му је притекао у помоћ био је управо Диж. У хотелу њих двојица и Дижова жена Динка, присећају се младости, проблема на послу, као и бивших љубави, посебно жена Вишње и Вере које су волели. На крају романа Динка оставља супруга јер је сазнала да има ванбрачног сина, а Ненад сазнаје да је Вера спавала са Марком, како би му смањила затворску казну. До прославе не долази јер већина људи није допутовала, док многи и нису више међу живима, о чему их обавештавају писмима њихови потомци. Марко  такође не долази јер је имао благи мождани удар, а роман се завршава призором Дижа, Ненада, Вишње и Вере како посматрају фолклорни ансамбл младих људи, након чега до њих долази мушкарац и говори "Само наставите још није фајронт".